# Voronezj
Voronezj (Russisch: Воронеж, Varonjesj) is een stad in het zuiden van Centraal-Rusland, hoofdstad van de gelijknamige oblast, gelegen aan de rivier Voronezj, die 8,5 km ten zuiden van de stad in de Don stroomt. Voronezj ligt op een plateau, maar het oudste deel van de stad bevindt zich op een redelijk steile helling richting de rivier.

## Geschiedenis
De naam Voronezj wordt voor het eerst vermeld in de kronieken onder het jaar 1177. In 1586 werd de stad gesticht als fort ter bescherming tegen invallen van de Krim-Tataren. Er bestonden echter al nederzettingen op deze plek sinds de steentijd. De naam Voronezj is dan ook erg oud en de exacte betekenis ervan is onbekend.
In de 17e eeuw ontwikkelde Voronezj zich tot een omvangrijk centrum van handel en ambacht. In 1695-96 bouwde tsaar Peter de Grote een scheepswerf in Voronezj, waar de vloot voor de belegering van Azov werd gebouwd. Tijdens zijn regering werd Voronezj de grootste stad van het zuiden van het Russische Rijk en het bestuurlijk centrum van de omvangrijke zuidelijke regio. De werf van Voronezj was echter geen lang leven beschoren. De rivieren werden steeds ondieper en de werf werd eerst verplaatst naar Tavrov, daarna nog verder naar het zuiden en door de lage waterstand werd hij uiteindelijk onbruikbaar.
In de 18e en 19e eeuw was de stad een belangrijk centrum van het landbouwgebied van de zwarte aarde. Industrie (o.a. productie van boter, zeep en leer) en graan-, vee- en vethandel ontwikkelden zich sterk. In de 19e eeuw werden spoorwegen aangelegd die Voronezj verbonden met Rostov aan de Don (1868) en Moskou (1871).
Aan het eind van de 19e eeuw was Voronezj een van de mooiste gouvernementssteden van Rusland. De stad telde zo'n 5500 huizen, waarvan meer dan de helft van steen. Het aantal inwoners bedroeg 61 053. Van de ooit zo bloeiende handel was als gevolg van het wegvallen van de scheepvaart echter weinig meer over. Wel telde de stad zo'n 47 fabrieken en productiebedrijven.
Van de zomer van 1934 tot mei 1937 was de stad het ballingsoord van de dichter Osip Mandelstam.
Tijdens de Tweede Wereldoorlog werd Voronezj door de Wehrmacht bezet (1942-1943) en leed het grote schade. Het Tweede Hongaarse Leger leed hier een grote militaire nederlaag. Na een barre mars van duizend kilometer door de Russische winter vonden hier 40.000 Hongaren de dood bij een Russische tegenaanval.  Na de oorlog werd de stad herbouwd, waarbij ook de Nikolsk-Kerk en het Potjomkin-Paleis uit de 18e eeuw herrezen.        
Op 9 oktober 1989 werd Voronezj even wereldnieuws, toen een officieel sovjetpersbureau over een ufo-landing in de stad berichtte.
Van 1991 tot 2000 behoorde de stad, met een zeer hoge werkloosheid, tot de communistisch-stemmende regio, de zogenaamde Rode Gordel.

## Bezienswaardigheden

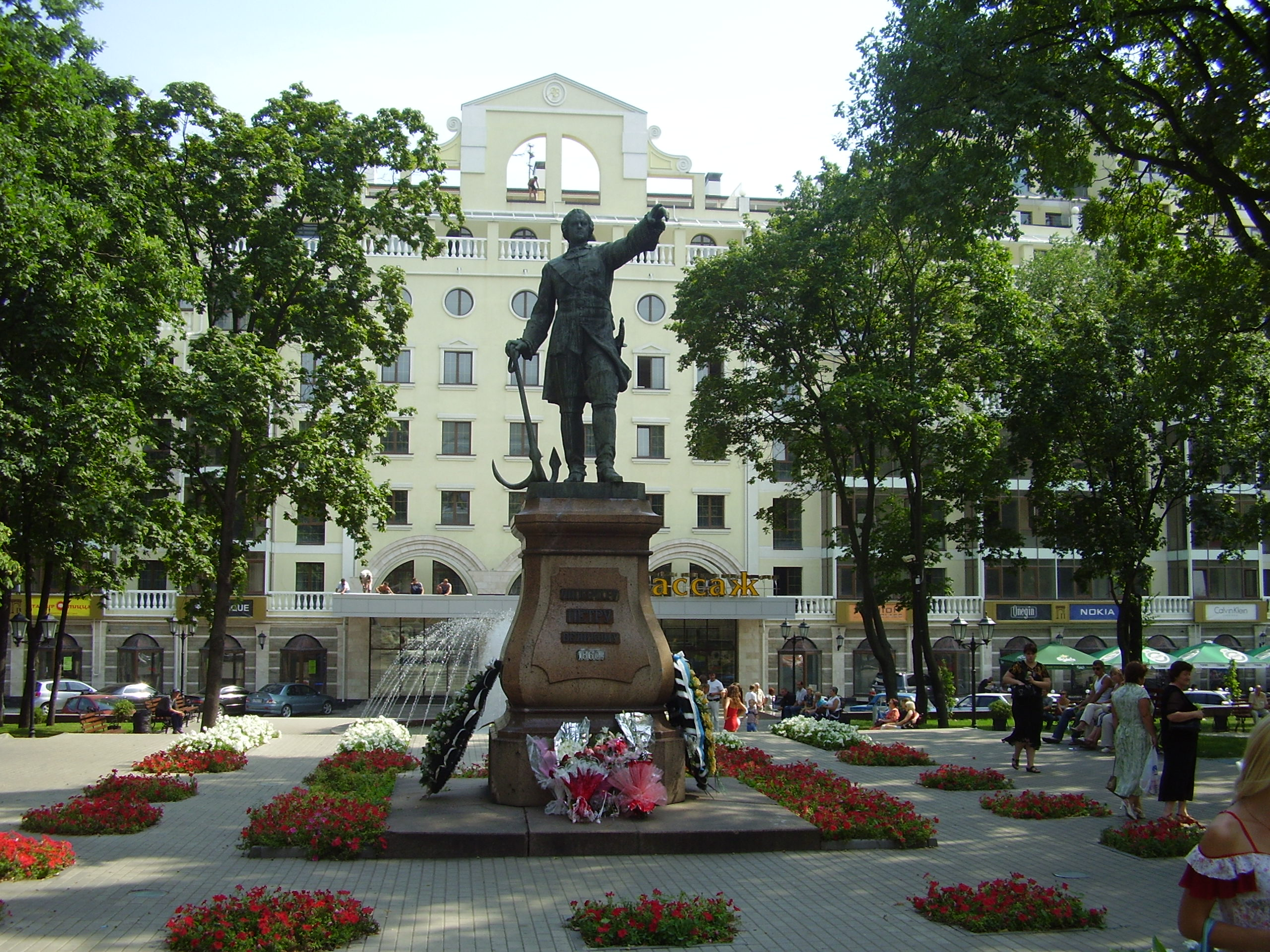
Standbeeld van Peter de Grote

De stad is, hoewel nog nauwelijks ontdekt door toeristen, een schatkist van architectuur. Het stadsbeeld bestaat uit een mix van barokke en classicistische gebouwen. Een van de gouverneurspaleizen, in classicistische stijl, werd weliswaar na de Tweede Wereldoorlog uitgebreid, maar heeft zijn oorspronkelijke karakter vrijwel geheel bewaard. Overal in de stad vindt men voorbeelden van de meest uiteenlopende bouwstijlen, waaronder theaters in stalinistische suikertaartstijl en het jugendstil Bristol-Hotel uit het begin van de 20e eeuw. In de jaren '80 van de 20e eeuw werd het poppentheater opgericht. Het gebouw werd ontworpen en uitgevoerd door Litouwse kunstenaars. Het resultaat is een magische compositie die op uitdagende wijze een brug slaat tussen architectuur en schilderkunst. Voronezj beschikt over een aantal bezienswaardige orthodoxe kerken in klassiek-Russische stijl en twee bekende orthodoxe kloosters, waaronder een grottenklooster. Een kerk is de Ontslapeniskerk. Verder is in een groot openluchtmuseum een opgegraven nederzetting van de Alanen te bewonderen.
In de directe omgeving van de stad zijn veel koergans (grafheuvels) en andere interessante archeologische objecten te vinden.

## Economie en verkeer
Voronezj is de grootste stad en het economische en industriële hart van de zuidwestelijke regio van de zwarte aarde, een van de graanschuren van Rusland. De plaatselijke industrie behoort vooral tot de sectoren machinebouw, chemie en levensmiddelenproductie. In de stad worden onder andere de in Oost-Europa nog veel gebruikte verkeersvliegtuigtypes Iljoesjin Il-86 en Il-96 gebouwd. Ook raketaandrijvingen, autobanden en landbouwmachines worden er op grote schaal geproduceerd. In de nabijgelegen stad Novovoronezj (Nieuw-Voronezj) bevinden zich meerdere kerncentrales.
Voronezj is een spoor- en autowegenknooppunt en beschikt over een luchthaven en een binnenhaven aan de Don. Het stedelijke openbaar vervoer wordt verzorgd door een typisch Russisch systeem van trolleybussen, stadsbussen en trams.
De stad wordt, vanwege de vervuiling door de vele industrie, in de volksmond ook Sektor Gaza genoemd, dat zowel Gassector als Gazastrook kan betekenen. Sektor Gaza is ook een uit Voronezj afkomstige punkband, die eens zong dat men in de stad door de vervuiling niet ouder dan 40 kon worden.

## Onderwijs en cultuur
In Voronezj, het culturele en wetenschappelijke centrum van de regio, bevinden zich een universiteit (die voorheen in Tartu gevestigd was en na de onafhankelijkheid van Estland werd verhuisd) en talrijke andere instellingen voor hoger onderwijs. Verder beschikt de stad over een redelijk aantal musea, theaters en bioscopen. Onder de omvangrijke studentenbevolking bevinden zich veel buitenlanders, omdat buitenlandse studenten vaak eerst een jaar Russisch leren in Voronezj voordat ze aan andere Russische universiteiten gaan studeren. In het verleden heeft dit enige malen geleid tot spanningen tussen buitenlandse studenten en de autochtone bevolking.

## Stedenband
- Brno (Tsjechië)

## Bekende inwoners van Voronezj

### Geboren
- Aleksej Koltsov (1809-1842), dichter
- Nikolaj Ge (1831-1894), schilder
- Ivan Boenin (1870-1953), schrijver, dichter en Nobelprijswinnaar (1933)
- Vsevolod Eichenbaum (1882-1945), anarchist en revolutionair
- Boris Eichenbaum (1886-1959), literatuurwetenschapper
- Andrej Platonov (1899-1951), schrijver
- Nikolaj Vatoetin (1901-1944), generaal
- Vladimir Zagorovski (1925-1994), historicus en schaakmeester
- Konstantin Feoktistov (1926-2009), kosmonaut
- Grigori Sanakojev (1935-2021), schaker
- Aleksandr Borodjoek (1962), voetballer en trainer
- Aleksandr Litvinenko (1962-2009), medewerker veiligheidsdienst en dissident
- Valeri Sjmarov (1965), voetballer en trainer
- Edoeard Vorganov (1982), wielrenner
- Dmitri Kozontsjoek (1984), wielrenner
- Igor Bojev (1989), wielrenner
- Viktoria Komova (1995), turnster